# Куянов, Виктор Васильевич
Виктор Васильевич Куянов (укр. Віктор Васильович Куянов; 17 июля 1931 года, с. Сарабнино Сорочинского района Оренбургской области РСФСР - 30 января 2001) — украинский государственный деятель, депутат Верховной рады Украины I созыва (1990—1994).

## Биография
Родился 17 июля 1931 года в селе Сарабнино Сорочинского района Оренбургской области в крестьянской семье.
В 1955 году окончил Украинскую сельскохозяйственную академию по специальности «инженер-механик», после окончания которой работал инженером-контролёром, заведующим ремонтной мастерской Ковпытской МТС Черниговской области, затем был главным инженером Батуринской МТС Черниговской области.
С 1960 года находился на партийной и руководящей работе, был секретарём, затем вторым секретарём Новгород-Северского районного комитета КП УССР, с 1962 года являлся начальником Бахмачского колхозно-совхозного управления.
С 1967 года занимал должность председателя исполнительного комитета Бахмачского районного Совета Черниговской области, с 1967 года — должность начальника главного управления механизации и электрификации сельского хозяйства, в дальнейшем был заместителем, затем — первым заместителем председателя Государственного комитета Украинской ССР по производственно-техническому обеспечению сельского хозяйства (Госкомсельхозтехники УССР).
С 1985 года был первым заместителем председателя Государственного агропромышленного комитета (Госагропрома) Украинской ССР по производственно-техническому обеспечению сельского хозяйства.
С 1986 года занимал должность заместителя министра сельского хозяйства Украинской ССР, был начальником управления обеспечения животноводства ремесленно-технологическим оборудованием.
Был членом КПСС с 1974 года.
В 1990 году в ходе первых альтернативных парламентских выборов в Украинской ССР был выдвинут кандидатом в народные депутаты трудовым трудовыми коллективами колхоза «Победа Октября», Сосницкого района и Менского ремонтно-транспортного предприятия. 18 марта 1990 года во втором туре был избран народным депутатом Верховного совета Украинской ССР XII созыва (в дальнейшем — Верховной рады Украины I созыва) от Менского избирательного округа № 445, набрал 48,88% голосов среди 5 кандидатов. В парламенте входил в депутатскую группу «Аграрии», был членом комиссии по вопросам агропромышленного комплекса. Одновременно с 1991 года был заместителем начальника главного управления ПО «Агрооборудование». Депутатские полномочия истекли 10 мая 1994 года.
Умер на 70-м году жизни 30 января 2001 года. Похоронен на Байковом кладбище Киева (участок № 49а).
Награждён двумя орденами Трудового Красного Знамени, орденом «Знак Почёта»

### Семья
Был женат, двое детей.